# Brigada de Investigación Criminal (Chile)
Las Brigadas de Investigación Criminal (BICRIM) son las Unidades de la Policía de Investigaciones de Chile cuya función principal es investigar delitos de distinta índole a nivel local encomendadas por los Tribunales de Justicia y el Ministerio Público, como también acoger denuncias, entre otras labores. Las BICRIM se ubican a lo largo de Chile en todas las regiones del país.
Cabe hacer presente que estas Unidades Policiales, cuentan con grupos internos, uno de ellos dedicado a la investigación del tráfico de drogas en pequeñas cantidades, estos son denominados Grupos Microtráfico Cero o MT-0.